# Bregano
Bregano (Bregan in dialetto varesotto) è una frazione di 824 abitanti del comune di Bardello con Malgesso e Bregano, nella provincia di Varese in Lombardia. 
Comune autonomo fino al 2022, dal 1º gennaio 2023 si è fuso con i comuni di Bardello e Malgesso per dare vita al nuovo comune di Bardello con Malgesso e Bregano.
Nel paesaggio intorno al paese si alternano ricchi boschi di querce e castagni, che circondano su ogni versante il piccolo nucleo di abitazioni proteso verso la parte più alta della collina (323 metri s.l.m.), sovrastata dalla piccola chiesa di Santa Maria Assunta.

## Storia
Le prime tracce di insediamenti umani sul territorio di Bregano risalgono all'epoca romana; delle precedenti non si hanno notizie certe, ma i ritrovamenti palafitticoli del lago di Monate e dell'Isolino Virginia fanno supporre che questa zona potesse essere già abitata in tempi molti remoti.
Con più certezza, grazie ai ritrovamenti operati agli inizi del secolo scorso, si pù ipotizzare che la collina di Bregano fosse utilizzata come luogo di inumazione già in epoca romana; furono, infatti, ritrovate in diversi luoghi, tombe rettangolari, dirette da levante a ponente, lunghe circa due metri e profonde 70 centimetri costituite da rozze pietre in serizzo. All'interno di queste tombe furono rinvenuti molti oggetti tra cui recipienti, brocche, vasi, scodelle, ciotole d'argilla cotta, ciotole in rame, una falce di ferro, grossi chiodi, una fibbia, un'ansa di bronzo e monete di bronzo imperiali della seconda metà del II secolo.
Il fatto, poi, di aver ritrovato tombe databili anche al periodo longobardo, permette di affermare con certezza che l'uso cimiteriale della collina di Bregano ebbe probabilmente inizio intorno al III secolo e si protrasse sino al XVIII secolo .
Proprio la particolare conformazione geografica di questa piccola collina che protende ad est sul Lago di Biandronno, a sud sulle colline del comune di Travedona con il suo Lago di Monate, da nord ad est spazia su tutto l'anfiteatro prealpino, dal Sasso del Ferro di Laveno-Mombello al Campo dei Fiori sopra Varese, sotto le cui pendici si apre la conca di Gavirate, permette di comprendere come fosse possibile, intorno all'anno Mille, edificarvi un piccolo “feudo”, da intendersi come una piccola superficie circondata per l'appunto da difese naturali, o appositamente edificate, tale che vi potessero trovare spazio e protezione alcune abitazioni e piccole proprietà private.
In un importante documento è contenuta la dicitura «sopra un'altura grandeggia Bregano colla Chiesa detta S. Maria del Monte, presso cui gli avanzi di un castello portante lo stemma de' Besozzi…»; inoltre da una lapide risalente al 1230 si desume che l'attuale chiesa di Santa Maria Assunta di Bregano fosse di proprietà della famiglia Torrigiani, abitanti in un "castellaccio". Tale famiglia potrebbe essere identificata semplicemente come soprannome degli abitanti la torre-castello, oppure potrebbe essere messa in rapporto con i Dalla Torre, in seguito Torriani, che nel XIII secolo furono i primi Signori di Milano e ben presto furono sopraffatti dai Visconti.
Probabilmente nel 1280 durante le guerre dei Torriani il castrum venne distrutto; ma a testimonianza della sua esistenza rimangono i ruderi di una torre, alta circa due metri e mezzo con alcune feritoie, proprio presso la Cascina del Monte; distante da questi ruderi poche decine di metri verso nord-ovest ci sarebbe la base di un'altra torre ormai completamente smantellata.
I dati fondamentali per carpire la complessità organizzativa del territorio, vengono desunti sempre da alcuni atti notarili; compravendite, donazioni e altri documenti fanno comprendere come Bregano, intorno all'anno Mille, non fosse un semplice agglomerato di cascine, ma un territorio complesso e articolato in un'area interna al castrum ed un'altra esterna ad esso.
Sicuramente il medievale Bregano era molto più importante dell'attuale paesino. Si pensa, infatti, che oltre ai semplici contadini, ci fossero alcune persone di una certa importanza nella scala sociale di quel periodo, in grado di regalare alla sorella tre vigne e una schiava, proprio come indicato in un atto di donazione.
Il comune è citato come “Bergano” negli statuti delle strade e delle acque del contado di Milano (1346), mentre nel 1751 risulta infeudato al conte Giulio Visconti Borromeo Arese, e dispone come patrimonio comune, solamente un terreno boschivo e prativo di proprietà del marchese Giovanni Battista Daverio.
Nel 1757 Bregano era compreso nella pieve di Brebbia e seguì poi le sorti della Lombardia austriaca, rimanendo comune autonomo fino al 1809, quando fu soppresso e aggregato a Bardello fino al 1816, quando sotto il Regno Lombardo-Veneto riottenne la propria autonomia amministrativa.
L'espressione “Comune di Bregano” venne usata già in alcuni documenti ecclesiastici di fine Cinquecento inizio Seicento ma ciò nonostante non si è in grado di accertare a quando risalga l'autonomia civile-amministrativa di Bregano ; certo è che gli atti di Stato Civile conservati presso il comune risalgono al 1866 ma già in epoca Lombardo-Veneta, nel 1828, alcuni terreni che furono messi all'asta si trovavano "nel Comune di Bregano".
Inoltrandosi nel territorio della collina, percorrendo le antiche strade comunali ancora acciottolate e fiancheggiate dai muretti a secco, si può supporre con molta probabilità, che la vita sociale di tutti i giorni animasse uno spazio ampio della collina, mentre oggi si è ridotta ad una stretta fascia che percorre trasversalmente il fianco sud orientale. Tutta la collina allora era intensamente coltivata a vigne e campi e, in un secondo momento, comparvero le piante di gelso per l'allevamento del baco da seta. La produzione della seta e l'attività tessile in genere, in tutto il territorio circostante, fu molto fiorente fino ai primi decenni del XX secolo.
L'edificazione dell'attuale Casa Comunale, che avvenne per opera dei cittadini stessi, risale al 1927.

### Simboli
Lo stemma e il gonfalone erano stati concessi con decreto del presidente della Repubblica del 2 settembre 1998.
Il gonfalone era un drappo di azzurro.

## Società

### Evoluzione demografica
- 191 nel 1751
- 223 nel 1805
- annessione a Bardello nel 1809
- 282 nel 1853

Abitanti censiti

## Amministrazione

Gonfalone del cessato comune di Bregano

Bregano fu in provincia di Como dal 1801 al 1927.

### Sindaci
| Periodo        | Periodo          | Primo cittadino         | Partito        | Carica  | Note |
| -------------- | ---------------- | ----------------------- | -------------- | ------- | ---- |
| 23 aprile 1995 | 13 giugno 1999   | Giuseppe Massimo Zocchi | centrosinistra | Sindaco |      |
| 13 giugno 1999 | 6 giugno 2009    | Fiorenzo Bina           | lista civica   | Sindaco |      |
| 7 giugno 2009  | 31 dicembre 2022 | Alessandro Granella     | lista civica   | Sindaco |      |